# فیلیبرتو مانسو
فیلیبرتو مانسو (اسپانیایی: Filiberto Manzo‎; ۲۹ آوریل ۱۹۳۰ – ۲۰ مهٔ ۱۹۹۶) بازیکن بسکتبال اهل مکزیک بود. وی در بازی‌های المپیک تابستانی ۱۹۵۲ شرکت کرده‌است.